# Mitsubishi X-2
Міцубісі X-2 Сінсін (яп. 心神, «душа»; раніше ATD-X) — експериментальний японський винищувач, виготовлений за технологією «стелс», який розробляється в Технічному проектно-конструкторському інституті (TRDI) японського міністерства оборони. Основним контрактором по роботі над літаком є компанія Mitsubishi Heavy Industries. Абревіатура ATD-X означає Advanced Technology Demonstrator — X — Демонстратор передової технології X.
У 2005 році планер ATD-X був перевірений на радіолокаційну помітність, у 2006 році почалися випробування дистанційно керованого зменшеного прототипу в масштабі 1:5. У 2007 році, після відмови США продати Японії винищувач п'ятого покоління F-22, уряд Японії ухвалив рішення про будівництво повнорозмірних льотних примірників ATD-X. Прототип ATD-X був офіційно представлений 29 січня 2016 року. Перший політ літака очікувався наступного місяця; на демонстрації прототипу він носив офіційне військове позначення X-2. Літак широко відомий в Японії як Сінсін (яп. 心神, що означає «розум» або «душа».) хоча сама назва є ранньою кодовою назвою в Силах самооборони Японії і офіційно не використовується. Перший політ літака відбувся 22 квітня 2016 року. На ATD-X припадає приблизно третину людино-годин, які Японія витрачає на розробку військових літаків.
Успіх цього тестового прототипу при розробці призвів до запуску програми винищувачів шостого покоління Mitsubishi F-X.

## Призначення
ATD-X є експериментальним проектом високоманевреного літака малої помітності (з технологією stealth), що втілює в собі ряд сучасних технологій, які в подальшому можуть бути використані при розробці інших винищувачів. В рамках даного проекту також ведуться роботи з відпрацювання та підтвердження експлуатаційної ефективності різних систем при різних умовах польоту ", — повідомили в міністерстві.
Планується використовувати цей літак в рамках вивчення та оптимізації систем протиповітряної оборони для боротьби з винищувачами малої помітності, які можуть бути використані сусідніми країнами надалі.
«Літак буде розроблений і виготовлений з метою проведення льотних випробувань і відпрацювання застосовуваних технологій для забезпечення надманевреності і зниженої помітності, які є ключовими в даному проекті», — повідомили в міністерстві.

## Конструкція
За розміром ATD-X близький до Saab Gripen, а за формою — до F-22 Raptor. Розміри і кут нахилу вертикального оперення і форма напливу і повітрозабірників ідентичні використовуваним на американському винищувачі п'ятого покоління.
Літак побудований із застосуванням стелс-технологій та використовує композиційні матеріали. Згідно зі словами представника міноборони Японії, ефективна площа розсіювання у ATD-X більше, ніж у комахи, але менше, ніж у птиці середніх розмірів.

### Двигуни
Винищувач буде мати два турбореактивних двигуна і зможе розвивати надзвукову швидкість без використання форсажу. На перші льотні екземпляри поставлять іноземні двигуни — або General Electric F404 (використовуються на F/A-18), або Snecma M88-2 (Dassault Rafale), або Volvo Aero RM12 (Gripen). Очікується, що остаточна версія літака буде використовувати японські двигуни IHI XF5-1 з керованим вектором тяги, поки що знаходяться на стадії розробки.
Згідно з вимогами, реактивні двигуни повинні мати тягу в 44-89 кілоньютони в без форсажному режимі. Силові установки планується доопрацювати для установки на них системи всеракурсного управління вектором тяги, який, до слова, планується реалізувати не за допомогою рухомого сопла, а за допомогою трьох широких пластин. Така технологія була вперше реалізована в США в 1990 році на літаку Rockwell-MBB X-31.
Постачанням двох турбореактивних двоконтурних двигунів XF5-1 з тягою в 15 тисяч кілограмів-сили кожен, займається компанія Ishikawajima-Harima Heavy Industries. Але фахівці компанії не змогли підготувати перший повністю робочий двигун на випробування. Через це Японія перенесла перший політ свого новітнього літака п'ятого покоління на кінець 2015 року.

### Радар
ATD-X буде використовувати РЛС АФАР, розроблена Mitsubishi Electronics. Стверджується, що ця РЛС порівнянна з новітньою американською AN/APG-81 (встановлюється на F-35), може динамічно перемикатися між діапазонами частот C і Ku і має вбудовані можливості радіоелектронної боротьби.
Крім планів встановити на Shinshin новий багаторежимний радар з активною фазованою антенною решіткою широкого спектра, планується застосувати і ряд інших сучасних технологій. В першу чергу — це:
- системи радіоелектронної протидії;
- апаратура радіоелектронної боротьби,
- єдина система обміну інформацією.

Деякі японські ЗМІ в 2009—2010 роках повідомляли, що на новому літаку, можливо, буде використовуватися і мікрохвильова зброя.

## Озброєння
Враховуючи експериментальну спрямованість проекту, літак не буде оснащуватися сучасним обладнанням та озброєнням.
«Це буде не винищувач, а експериментальний літак, призначений для проведення програми льотних випробувань», — пояснили у відомстві.
Проте науково-технічний заділ, отриманий у рамках програми ATD-X, надалі може бути використаний при створенні вітчизняного винищувача зі зниженою помітністю для Японських ВПС Сил Самооборони.

### Стелс технологія
Як очікується, в Shinshin буде використано декілька технологій малопомітності, включаючи розсіювальну геометричну форму, радіопоглинальні матеріали й широке застосування композитів. У перспективному винищувачі буде реалізована технологія оптико-волоконної системи дистанційного управління з багаторазовим дублюванням каналів обміну даними. Таке рішення дозволить зберегти управління літаком у разі пошкодження однієї з підсистем, а також в умовах радіоелектронного придушення.

## Особливості конструктивного виконання
У середині 2000-х років повідомлялося, що в ATD-X планується реалізувати технологію самовідновлення управління польотом (SRFCC, Self Repairing Flight Control Capability). Це означає, що бортовий комп'ютер винищувача буде автоматично визначати отримані пошкодження і перенастроювати роботу системи управління польотом за рахунок включення в ланцюг резервних справних підсистем.
Крім того, передбачається, що комп'ютер також буде визначати ступінь ушкодження різних елементів конструкції літака — елерони, керма висоти, керма напряму, поверхня крил — і коригувати роботу цілих елементів, щоб практично повністю відновити керованість винищувачем. Інші подробиці про технологію SRFCC поки невідомі. Також невідомо, яким саме чином вона буде реалізована.

## Стадія розробки
Японія продемонструвала перший повнорозмірний макет ATD-X на салоні Japan Aerospace 2008. Багато хто тоді дійшов до думки, що незважаючи на величезні витрати і високі ризики, що виникають при реалізації даного проекту, Токіо не відмовиться від нього, оскільки це є спробою отримати доступ до винищувачу Lockheed Martin F-22 Raptor, який Вашингтон відмовляється продавати своєму тихоокеанському союзнику.
Випробування першого прототипу ATD-X заплановані на 2015 рік. Коли планується прийняти новий літак на озброєння, Есіокі не уточнив. За оцінкою західних експертів, у разі, якщо Японія не відмовиться від реалізації програми Shinshin, новий літак зможе надійти до війська в 2018—2020 році.
Таким чином, вирішивши серйозно взятися за реалізацію програми Shinshin, Японія фактично включилася в гонку авіаційних озброєнь в Азійсько-Тихоокеанському регіоні. Виробник передасть літак інституту Міністерства оборони (Technical Research and Development Institute) у фінансовому році, який завершиться 31 березня 2017 року. Як очікується, новий китайський винищувач J-20 буде прийнятий на озброєння не раніше 2018 року (за оцінкою розвідки США, не раніше 2020 року), а південнокорейський літак KAI KF-X покоління «4++» з технологією малопомітності — після 2020 року.
Mitsubishi Heavy Industries 28 березня 2012 приступила до збірки першого льотного прототипу винищувача п'ятого покоління ATD, відомого також як ATD-X Shinshin. Будівництво прототипу ведеться за контрактом з міністерством оборони Японії. Літак буде використовуватися для відпрацювання технологій, включаючи малопомітність і надманевреність, які в перспективі будуть використовуватися на інших японських винищувачах.
Дотепер MHI створила два статичних прототипи літака, на яких відпрацьовувалася компонування і розміщення обладнання. Як очікується, льотний прототип ATD-X підніметься в повітря у 2015, а закінчення розробки літака заплановано на 2017 р. Перш, ніж літак підніметься в повітря, MHI проведе його структурні випробування, включаючи перевірки на міцність силових елементів конструкції.
Наприкінці листопада 2017 року АЗТЛ оголосило, що випробування X-2 будуть завершені в березні 2018 року. На момент подання звіту X-2 здійснив 34 бойових вильоти із початкових 50 запланованих польотів.
До липня 2018 року Японія зібрала достатньо інформації з льотних випробувань для визначення, і вирішила, що їй потрібно буде залучити на борт міжнародних партнерів для завершення цього проекту. Відповіли кілька компаній. Як повідомляється, Lockheed Martin пропонує оновлену версію F-22 Raptor. Британська BAE Systems також розпочала переговори, про які поки що мало що повідомляється. Третім у конкурсі був Northrop Grumman, і є припущення, що він запропонує Японії модернізовану версію YF-23.